# تشارلز لايتون
تشارلز لايتون (بالإنجليزية: Charles Leighton) هو مهندس الصوت ومهندس وعازف جاز أمريكي، ولد في 24 يونيو 1921، وتوفي في 26 يونيو 2009.

## وصلات خارجية
- تشارلز لايتون على موقع ميوزك برينز (الإنجليزية)
- تشارلز لايتون على موقع ديسكوغز (الإنجليزية)